# The F-Word – Von wegen nur gute Freunde!
The F-Word – Von wegen nur gute Freunde! (Originaltitel: The F Word, englisch: What If) ist ein irisch-kanadischer Spielfilm des Regisseurs Michael Dowse aus dem Jahr 2013. In den Hauptrollen der romantischen Komödie sind Daniel Radcliffe und Zoe Kazan zu sehen.

## Handlung
Wallace lebt in Toronto. Er hat mehrere gescheiterte Beziehungen hinter sich, sein Medizinstudium hat er abgebrochen, nachdem er seine letzte Freundin, die mit ihm gemeinsam studierte, beim Fremdgehen ertappte. Auf einer Party seines Freundes Allan lernt er dessen Cousine Chantry kennen, mit der er sich sofort gut versteht und in die er sich verliebt. Allerdings ist Chantry seit fünf Jahren mit Ben zusammen, weshalb Wallace einwilligt, dass er und Chantry nur gute Freunde sein wollen.
Als Ben für ein halbes Jahr beruflich nach Dublin geht, verbringen Chantry und Wallace immer mehr Zeit gemeinsam, und Chantry entwickelt Gefühle für Wallace, was sie sich aber nicht eingestehen will. Eines Abends sind die beiden mit Allan und seiner Frau Nicole am Strand. Nachdem Chantry und Wallace nackt baden waren, sind Allan und Nicole verschwunden und haben die Kleidung der beiden mitgenommen. Gezwungenermaßen schlafen Chantry und Wallace gemeinsam in dem Schlafsack, der von Allan und Nicole zurückgelassen wurde.
Am nächsten Morgen fliegt Chantry spontan nach Dublin zu Ben, um sich über ihre Gefühle klar zu werden. Dort erfährt sie, dass Bens Aufenthalt in Dublin um ein weiteres halbes Jahr verlängert wurde. Als sie ihm erzählt, dass ihr angeboten wurde, als Comiczeichnerin in Taiwan zu arbeiten, rät er ihr, das Angebot anzunehmen. Als Wallace erfährt, dass Chantry in Dublin ist, fliegt er ihr hinterher. Allerdings ist sie bei seiner Ankunft gerade wieder abgereist. Da sie ihm auf seiner Handy-Mailbox die Nachricht hinterlassen hat, dass sie sich am nächsten Tag mit ihm treffen möchte, fliegt Wallace sofort wieder zurück.
Bei dem Treffen will Chantry Wallace erzählen, dass sie sich von Ben getrennt hat, aber als Wallace ihr gesteht, was er für sie empfindet, reagiert sie wütend und enttäuscht. Sie wirft ihm vor, dass er sie belogen hat und dass er sie und Ben auseinanderbringen wollte, obwohl er doch eingewilligt hatte, dass sie einfach nur Freunde sein wollten. Später erkennt sie, dass ihre Reaktion ein Fehler war. Auf der Abschiedsparty, die Nicole und Allan für sie geben, trifft sie Wallace, der inzwischen sein Studium wiederaufgenommen hat. Die beiden versöhnen sich, und Wallace geht mit Chantry nach Taiwan. 18 Monate später kehren sie nach Toronto zurück und heiraten.

## Hintergrund
The F-Word – Von wegen nur gute Freunde! wurde in Toronto und Dublin gedreht. Die Uraufführung fand am 7. September 2013 im Rahmen des Toronto International Film Festivals statt. In Deutschland wurde der Film am 9. April 2015 veröffentlicht.

## Synchronisation
The F-Word – Von wegen nur gute Freunde! wurde von der Christa Kistner Synchronproduktion GmbH synchronisiert. Die Dialogregie führte Elke Weber-Moore, die auch das Dialogbuch schrieb.
| Darsteller            | Deutscher Sprecher | Rolle    |
| --------------------- | ------------------ | -------- |
| Daniel Radcliffe      | Nico Sablik        | Wallace  |
| Zoe Kazan             | Janin Stenzel      | Chantry  |
| Megan Park            | Nicole Hannak      | Dalia    |
| Adam Driver           | Robert Glatzeder   | Allan    |
| Mackenzie Davis       | Julia Kaufmann     | Nicole   |
| Rafe Spall            | Peter Lontzek      | Ben      |
| Lucius Hoyos          | Johannes Wolgram   | Felix    |
| Jemima Rooper         | Marie Bierstedt    | Ellie    |
| Tommie-Amber Pirie    | Josephine Schmidt  | Gretchen |
| Meghan Heffern        | Luisa Wietzorek    | Tabby    |
| Rebecca Northan       | Antje von der Ahe  | Holly    |
| Jordan Hayes          | Esra Vural         | Becky    |
| Oona Castilla Chaplin | Sonia Ortiz        | Julianne |
| Adam Fergus           | Clement Labail     | Rolf     |
| Sarah Gadon           | Julia Meynen       | Megan    |
| Mike Wilmot           | Erich Räuker       | Murray   |

## Rezeption

### Kritiken
„Dialogreiche, von ausgefallenen Situationen geprägte romantische Komödie als bunte Mischung aus hinter Burschikosität versteckten Gefühlen und einem mitunter absonderlichen Humor. Die abwechslungsreiche Mixtur ist nicht ohne Leerstellen und Ausrutscher, insgesamt aber temperamentvoll und weniger plump als der übliche Genre-Durchschnitt.“

„Mit Daniel Radcliffe und Zoe Kazan (‚Ruby Sparks‘) hat ‚The F-Word‘ zwei Hauptdarsteller, die ihre Rollen ebenso intelligent wie leidenschaftlich den Klischees entziehen. […] Ohne konstruiert zu wirken, beweist ,The F-Word‘, dass sich märchenhafte Motive – darunter die in den Film eingestreuten Animationen – und eine realistische Figurenzeichnung nicht ausschließen müssen.“

### Einspielergebnis
Der Film konnte weltweit rund 8,5 Millionen US-Dollar einspielen, allein 3,5 Millionen US-Dollar im nordamerikanischen Raum.